# Lutzomyia quadrispinosa
Lutzomyia quadrispinosa är en tvåvingeart som först beskrevs av Floch H., Chassignet R. 1947.  Lutzomyia quadrispinosa ingår i släktet Lutzomyia och familjen fjärilsmyggor.
Artens utbredningsområde är Guyana. Inga underarter finns listade i Catalogue of Life.